# Nanium nogueri
Nanium nogueri är en stekelart som beskrevs av Ian D. Gauld 1997. Nanium nogueri ingår i släktet Nanium och familjen brokparasitsteklar. Inga underarter finns listade i Catalogue of Life.